# Historia Croylandensis

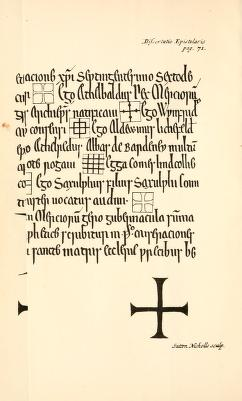
Frontispiz aus Ingulf and the Historia Croylandensis (1894)

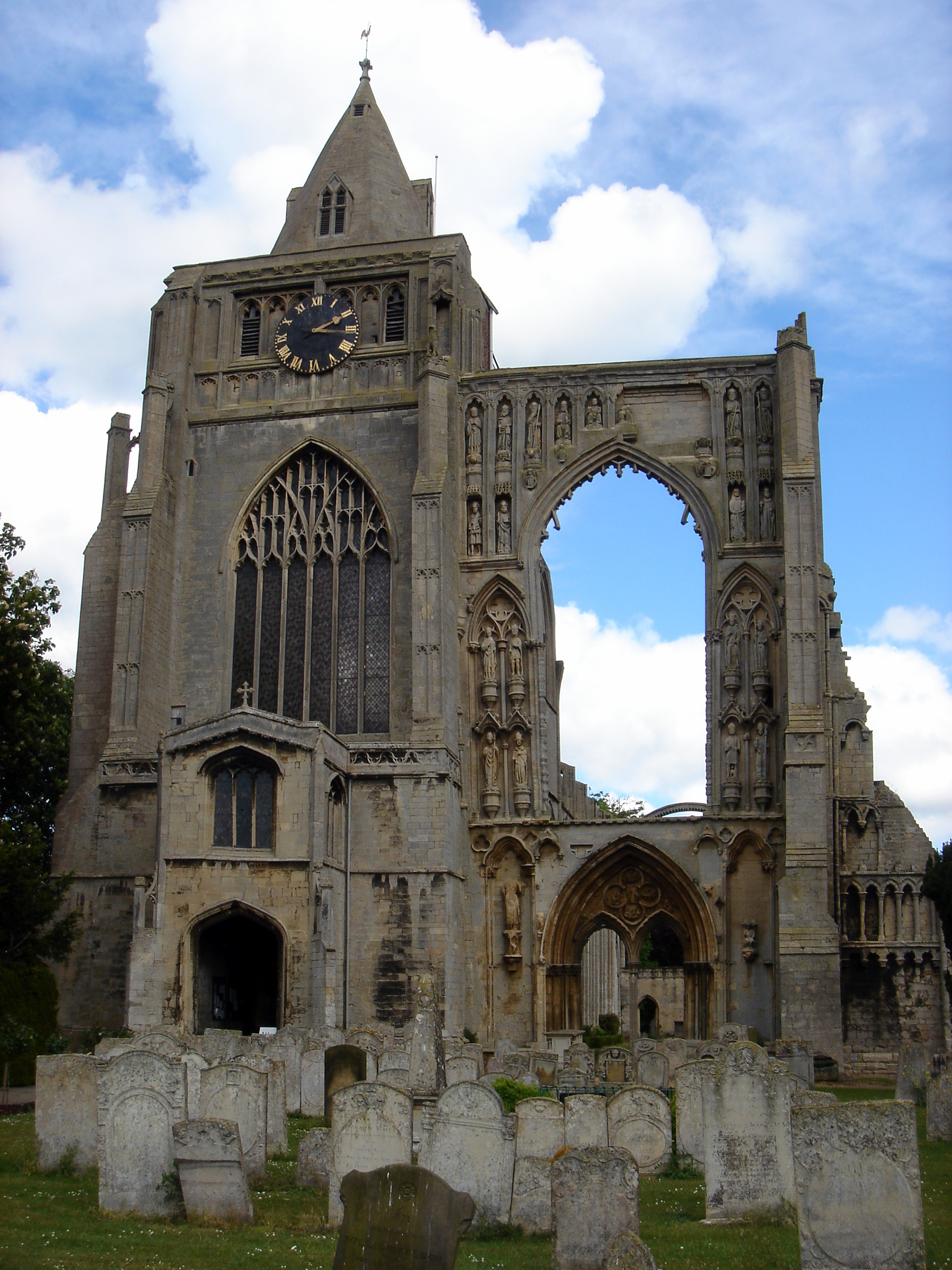
Croyland Abbey

Als Historia Croylandensis bezeichnet man eine Reihe gebundener Dokumente, mutmaßlich aus dem 15. Jahrhundert, die eine gefälschte Geschichte der Benediktinerabtei Croyland, Lincolnshire, England enthalten.

## Inhalt
Die Historia Croylandensis enthält eine Geschichte der Abtei Croyland, die bis ins 9. Jahrhundert zurückreicht. Ferner enthält es Grundbriefe, die die Grundrechte des Klosters belegen sollten.

## Bedeutung
Das gefälschte Werk wurde erstellt, um 1413 einen Rechtsstreit um Grundbesitzrechte zu gewinnen. Zusammen mit den Grundbriefen gewann die Abtei Croyland mit diesen Belegen den Rechtsstreit.
In der Forschung galt die Historia Croylandensis lange Zeit als Quelle für die mittelalterliche Lebensweise in England.
Erst im 19. Jahrhundert wurde das Werk als Fälschung erkannt. Es fiel auf, dass einige Mönche den Angaben nach bis 140 Jahre alt geworden seien. Ferner hätten mehrere in Oxford studiert, obwohl die Universität in Wahrheit noch nicht gegründet war.

## Überlieferung
Das Original der Historia Croylandensis ist nicht überliefert. Es existieren mehrere Überlieferungen: die fragmentarische „British Library (BL) Cotton MS Ortho B xiij“ (15. Jahrhundert) und „BL Arundel 178“ (16. Jahrhundert).